# ابن الجنوب (فلم 2020)
ابن الجنوب (بالإنجليزية: Son of the South) فيلم دراما، تاريخي أمريكي عن سيرة ذاتية لعام 2020 من تأليف وإخراج باري ألكسندر براون، استنادًا إلى السيرة الذاتية لبوب زيلنر، في كتاب (الجانب الخطأ من جريمة القتل: جنوبي أبيض في حركة الحريةThe Wrong Side of Murder Creek: A White Southerner in the Freedom Movement)، من بطولة لوكاس تيل، وليكس سكوت ديفيس، ولوسي هيل، وجيك أبيل، شامير أندرسون، وجوليا أورموند، وسيدريك ذا إنترتينر، وبريان دينيهي (في آخر فيلم له). عرض الفيلم لأول مرة في العالم في مهرجان الفيلم الأمريكي الأسود American Black Film Festival في 26 أغسطس 2020. أصدرت الفيلم شركة كلير هورايزون للترفيه، وشركة فيرتيكال للترفيه في 5 فبراير 2021 إلى دور العرض.

## طاقم التمثيل
لوكاس تيل: في دور بوب زيلنر
لوسي هيل: في دور كارول آن
ليكس سكوت ديفيس: في دور جوان
جوليا أورموند: في دور فيرجينيا دور
سيدريك ذا إنترتينر: في دور رالف أبيرناثي
شارون لينر: في دور روزا باركس
بريان دنيهي في دور الجد (كلانسمان)
شاكا فورمان: في دور جيم فورمان
مايك مانينغ: في دور تاونسند إليس
شامير أندرسون: في دور ريجي
لودي لين: في دور ديريك أنج
سيينا جيلوري: في دور جيسيكا ميتفورد
جيك أبيل: في دور دوك
دكستر داردن: في دور جون لويس
مات ويليام نولز: في دور جيم زويرج
بايرون هيرلونج: في دور جيمس زيلنر
أومي ايمي اكواري: في دور تشارلز مكديو

## ملخص أحداث الفيلم
بوب زيلنر (لوكاس تيل) هو ابن أحد الوزراء الميثوديين، وهو أحد كبار طلاب كلية هنتنغدون البيضاء بالكامل في مونتغمري، ألاباما في عام 1961. يسعى زيلنر للحصول على معلومات لكتابة أوراق بحثية حول العلاقات العرقية، ويحضر هو، وأربعة من زملائه الطلاب حدثًا أقيم في كنيسة سوداء للاحتفال بالذكرى السنوية الخامسة لمقاطعة الحافلات في مونتغومري 1955-1956. ينظم الحدث رالف أبيرناثي (سيدريك ذا إنترتينر)، وروزا باركس (شارون لينر). عندما تصل الشرطة لاعتقالهم، يتفادى الطلاب البيض الاعتقال بالفرار عبر باب خلفي، وترصد صحيفة «هانتينغدون فايف» حرق صليب في ساحة خارج غرفة زيلنر. يحذر جد زيلنر، كلانسمان (بريان دنيهي) حفيده من توريط نفسه في حركة الحقوق المدنية.
يشاهد زيلنر هجوم جماهيري على فرسان الحرية، ويقوم بمساعدة جيسيكا ميتفورد (سيينا جيلوري) في الوصول إلى بر الأمان.
كان زيلنر في البداية غير مؤيدًا للحركة، ولكنه أصبح أول سكرتير ميداني أبيض لحركة «لجنة التنسيق الطلابية اللاعنفية».

## الإنتاج والإصدار
أُعلن في فبراير 2019، أن باري ألكسندر براون سيخرج الفيلم، من سيناريو كتبه هو بنفسه، بينما سيعمل كولين بيتس، وإيف بوميرانس، وبيل بلاك، وستان إردريتش كمنتجين للفيلم، في حين سيعمل سبايك لي وفرانك باروا كمنتجين تنفيذيين. انضم للفيلم في أبريل 2019، كل من: لوكاس تيل، ولوسي هيل، وليكس سكوت ديفيس، وجوليا أورموند، وسيدريك ذا إنترتينر، ومايك مانينغ، وشارون لينر، وبريان دينيهي، وشاكا فورمان، وشامير أندرسون، وجيك أبيل، ولودي لين، وأوني إيمي أكواري، ثم انضم دكستر داردن، ومات ويليام نولز إلى طاقم الفيلم.
بدأ التصوير الرئيسي في أبريل 2019.
عرض الفيلم لأول مرة في العالم في مهرجان الفيلم الأمريكي الأسود في 26 أغسطس 2020، وحصلت شركة كلير هورايزون للترفيه على حقوق التوزيع الأمريكية للفيلم، وفي 14 يناير 2021، تم الإعلان عن إشراك شركة فيرتيكال للترفيه في توزيع الفيلم وإصداره في دور العرض، وصدر المقطع الدعائي للفيلم في 5 فبراير 2021.

## استقبال الفيلم
منح موقع الطماطم الفاسدة الفيلم تقييماً مقداره 61% بناءاً على آراء 18 ناقد سينمائي، ومنح موقع ميتاكريتيك الفيلم تقييماً مقداره 60% بناءاً على آراء أربعة نقاد.
كتب جو ليدون من مجلة فارايتي في 5 فبراير 2021: «تميز درامي... اداء رائع في جميع المجالات، واستحضارًا حيًا لفترة مضطربة».

## وصلات خارجية
https://www.imdb.com/title/tt2235372/ ابن الجنوب (فيلم 2020)
https://www.filmaffinity.com/us/film302808.html ابن الجنوب (فيلم 2020)
https://www.metacritic.com/movie/son-of-the-south ابن الجنوب (فيلم 2020)
https://www.rottentomatoes.com/m/son_of_the_south ابن الجنوب (فيلم 2020)
https://variety.com/2021/film/reviews/son-of-the-south-review-1234900407/ ابن الجنوب (فيلم 2020)